# 문의 박씨
문의 박씨(文義朴氏)는 한국의 성씨이다.

## 개요
밀양 박씨(密陽 朴氏)에서 동원 분적 분파된 성씨 본관이며, 시조는 고려의 명신 박의중(朴宜中)이다. 그는 1388년(우왕14) 사신으로 명나라에 들어가 철령위(鐵嶺衛)의 철폐를 성공적으로 해결하고 돌아와 1389년(창왕 1) 추성보조공신(推誠補祚功臣) 호를 받고 문의군(文義君)에 봉해졌다. 이로 인해 밀양에서 분적 본관을 문의(文義, 현재 충청북도 청주시 상당구 문의면)로 계승하고 있다. 
시조 박의중의 맏아들 박연(朴衍)은 포은 정몽주 문하에서 학문을 연마해 공민왕 때 등과하여 정사공신, 정당문학, 대제학을 지냈고, 시조 박의중의 둘째아들 박행(朴行)은 고려 공민왕 때 우상을 역임했다. 박행의 아들 박녕(朴寧)은 고려 말 공조전서를 지냈으나 조선이 개국되자 두문동에 들어가 절의를 직켰던 두문동칠십이현 중 한사람이다.

## 참고 자료
- “문의박씨(文義朴氏)”. 뿌리를 찾아서.[깨진 링크(과거 내용 찾기)]